# Star Wars, épisode IX : L'Ascension de Skywalker (bande originale)
Pour les articles homonymes, voir Star Wars, épisode IX : L'Ascension de Skywalker (homonymie).
Albums de John Williams
Solo: A Star Wars Story
(2018) The Fabelmans
(2022)
Bandes originales de Star Wars
Solo: A Star Wars Story
(2018)
La bande originale du film Star Wars, épisode IX : L'Ascension de Skywalker, composée par John Williams, a été mise en vente par Walt Disney Records le 18 décembre 2019.

## Listes des titres
Toute la musique est composée par John Williams.
| 1.      | Fanfare and Prologue     | 4:34  |
| 2.      | Journey to Exegol        | 2:49  |
| 3.      | The Rise of Skywalker    | 4:18  |
| 4.      | The Old Death Star       | 3:16  |
| 5.      | The Speeder Chase        | 3:21  |
| 6.      | Destiny of a Jedi        | 5:12  |
| 7.      | Anthem of Evil           | 3:23  |
| 8.      | Fleeing from Kijimi      | 2:51  |
| 9.      | We Go Together           | 3:17  |
| 10.     | Join Me                  | 3:42  |
| 11.     | They Will Come           | 2:50  |
| 12.     | The Final Saber Duel     | 3:57  |
| 13.     | Battle of the Resistance | 2:51  |
| 14.     | Approaching the Throne   | 4:16  |
| 15.     | The Force Is with You    | 3:59  |
| 16.     | Farewell                 | 5:14  |
| 17.     | Reunion                  | 4:05  |
| 18.     | A New Home               | 1:47  |
| 19.     | Finale                   | 10:51 |
| 1:16:33 |                          |       |

Musique additionnelle
- Lido Hay de Lin-Manuel Miranda et J.J. Abrams
- Oma's Place de Ricky Tinez et J.J. Abrams

## Récompenses et nominations
- nomination à l'Oscar de la meilleure musique de film
- nomination au British Academy Film Award de la meilleure musique de film